# Rue du Faubourg-de-Saverne
La rue du Faubourg-de-Saverne (en allemand Kronenburger straße, en dialecte alsacien Kroneburjerstross) est une rue de Strasbourg qui délimite le quartier de la Gare et celui des Halles.

## Histoire

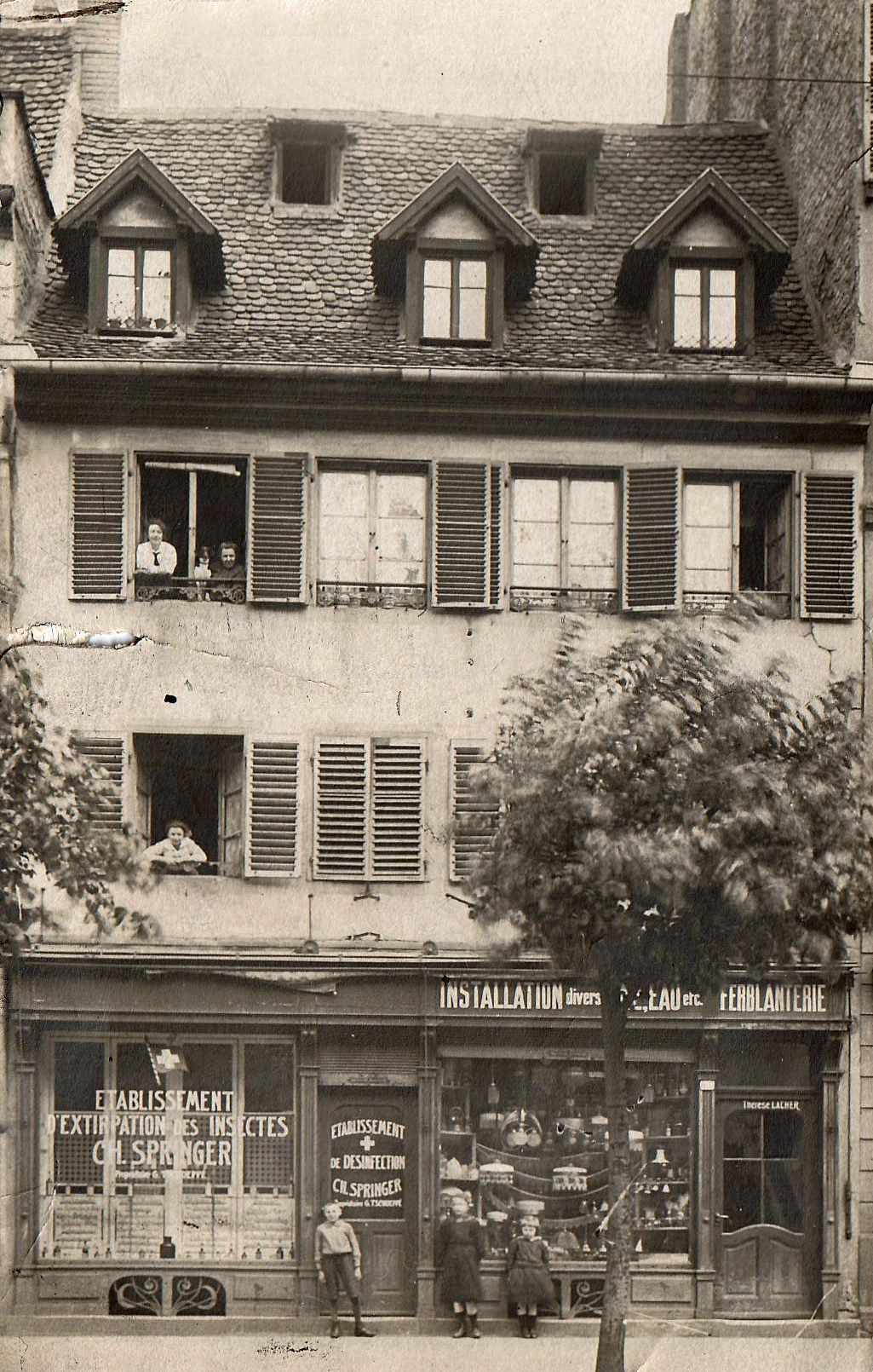
Le no 38 en 1920.

Comme la rue du Faubourg-de-Pierre et la rue du Faubourg-National, l'artère date principalement du XIXe siècle.
Son existence est cependant attestée depuis le Moyen Âge. Elle est successivement décrite comme un « chemin pierreux » (Steinin Weg) reliant la porte épiscopale à Cronenbourg (1390), puis comme une « nouvelle voie » (Neue Ziel, neue Zeile, neue Ziehl) aboutissant à la porte de Cronenbourg (mentions en 1536, 1587, 1681, 1735). 
Elle réapparaît comme « rue du Faubourg de Saverne » (1792), « rue de Paris » (1793), « rue de la Convention » (1794), puis différentes variantes – en français et en allemand – de « rue du Faubourg de Saverne » et de « rue de Cronenbourg » alternent jusqu'à la Seconde Guerre mondiale. Le nom actuel se stabilise à partir de 1945.
Un tunnel dénommé « Saverne-Wodli » reliait la rue à la rue Georges-Wodli. Il a été comblé en 2010 lors des travaux de la ligne C du tramway de Strasbourg.

## Description

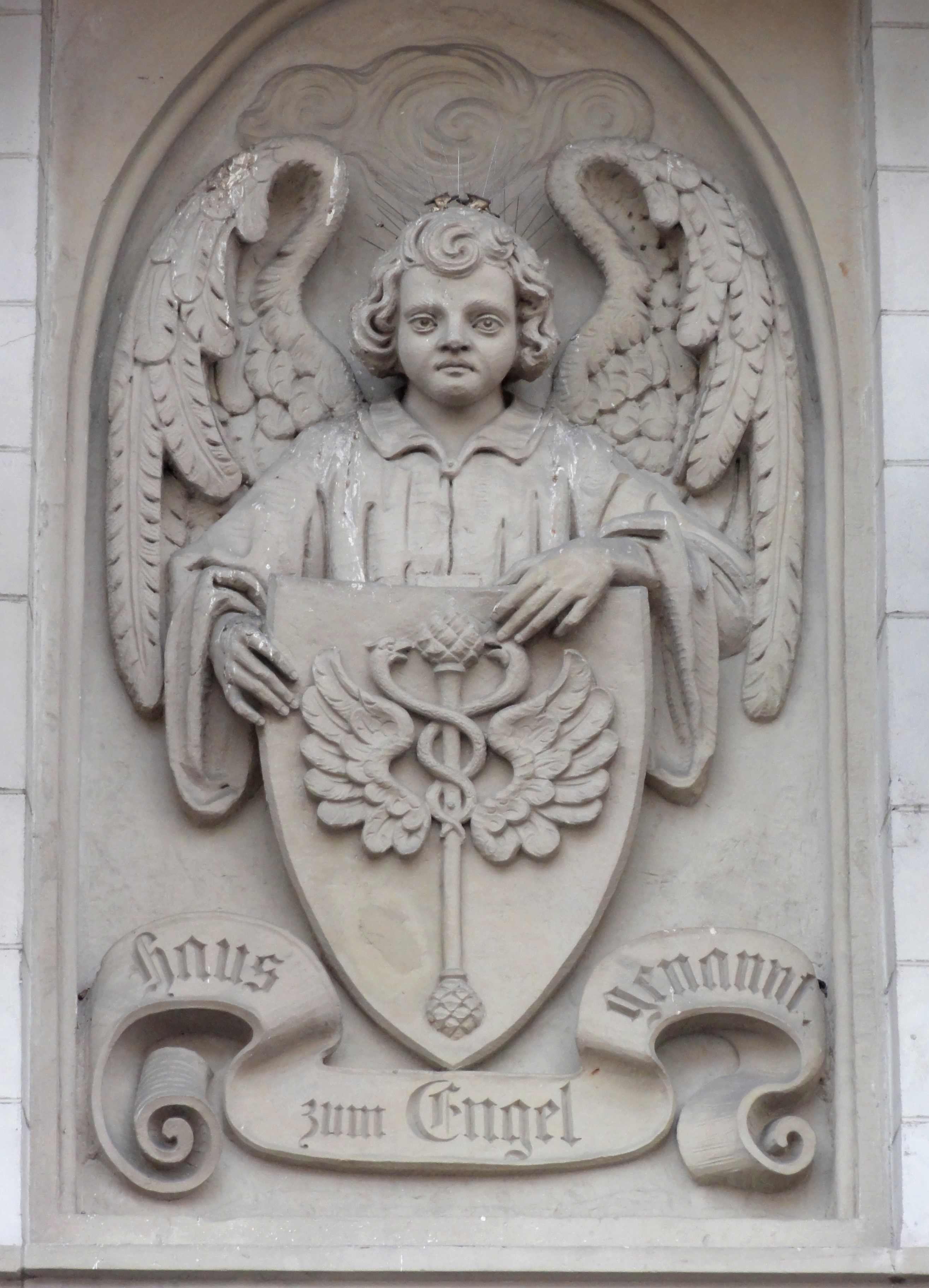
Détail de la Maison à l'Ange.

À sa jonction avec le pont de Saverne, on trouve à l'est le quai Kléber et à l'ouest le quai Saint-Jean. Puis elle croise successivement la rue Kuhn à gauche, la rue de Pâques à droite, la rue du Feu et la rue Kageneck à gauche avant sa jonction avec le boulevard du Président-Wilson.
La rue du Faubourg-de-Saverne est empruntée tout son long par le tramway C qui circule entre la gare centrale et Neudorf/Neuhof via l'université.
La rue du Faubourg-de-Saverne est à double sens de circulation routière.
Construit en 1906, l'immeuble du no 4 est dû à Gustave Oberthür.
Au no 6, on se trouve une maison art nouveau.
Le no 8 se distingue par des fenêtres à crossettes.
Le no 15 est connu sous le nom de « maison à l'Ange » et fait l'objet d'une inscription au titre des monuments historiques depuis 2000.
Le no 24 est une maison à colombages du XIXe siècle.
Au no 26, la rue compte également une maison relais de l'Adoma.

## Transports en commun
La rue du Faubourg-National est desservie à l'arrêt Faubourg de Saverne par la ligne C du tramway depuis le 27 novembre 2010 et les lignes de bus 6, 71 (en sortie de ville vers les faubourgs nords) et 71a (en sortie de ville vers les faubourgs nord). Pour le tram C et le bus 6 (en entrée de ville depuis les faubourgs nord), l'arrêt est situé à la hauteur de la rue de Pâques et est ainsi proche de l'entrée est du complexe résidentiel, sportif et commercial la place des Halles par cette même rue. Pour la sortie de la ville vers les faubourgs nord, l'arrêt est décentralisé dans la rue du Marais Vert, au bout de la rue de Pâques à gauche.